# Bole (Steinburg)
Der Ort Bole war eines der Dörfer, die Graf Adolf IV. von Schauenburg und Holstein im Jahre 1237 zusammen mit Rethwisch, Neuenbrook, Audeich und Grevenkop gründete.
Bole hatte ein eigenes Kirchspiel.

## Geschichte und Lage
Bole lag nahe dem Ort Blomesche Wildnis zwischen Herzhorn und Glückstadt. 1237 wurde von Neuenbrooker Bürgern ein Deich errichtet.
Nach Bole wurde der Flusslauf "Bolritt" benannt der in die Kremper Rhin mündet. 1887 wurden einige Mauersteine gefunden, die zu Bole gehörten. Sie lagen 1 Meter tief in der Erde und waren von einer grünen schicht überzogen.
Um 1412 ging der Ort unter, wahrscheinlich infolge einer Flut. Somit ist es der einzige der 1237 von Graf Adolf IV. gegründeten Orte, der nicht mehr existiert.

## Aktuell
Ein östlicher Stadtteil von Glückstadt trägt heute den Namen „Bole“.

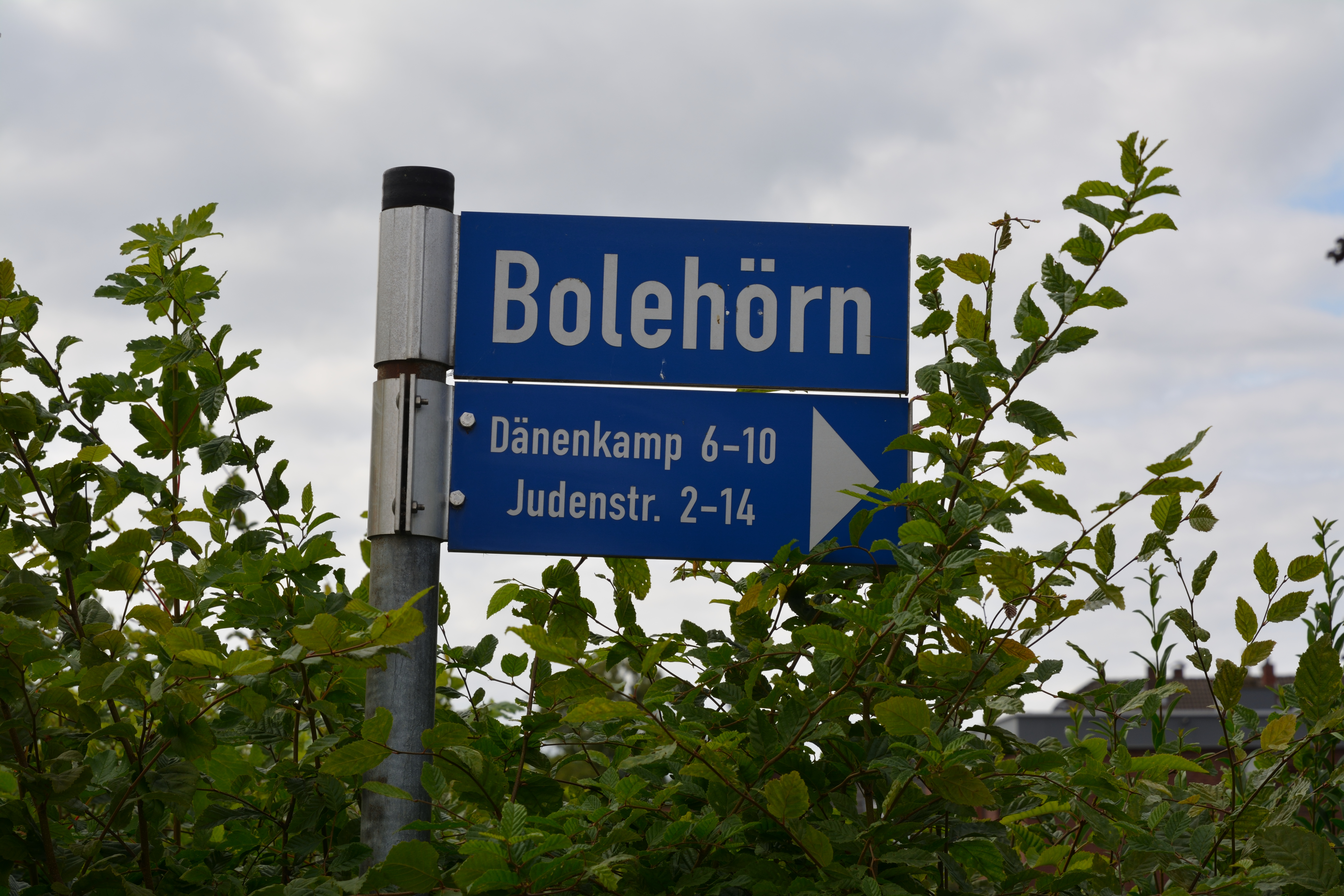
Der Straßenname Bolehörn
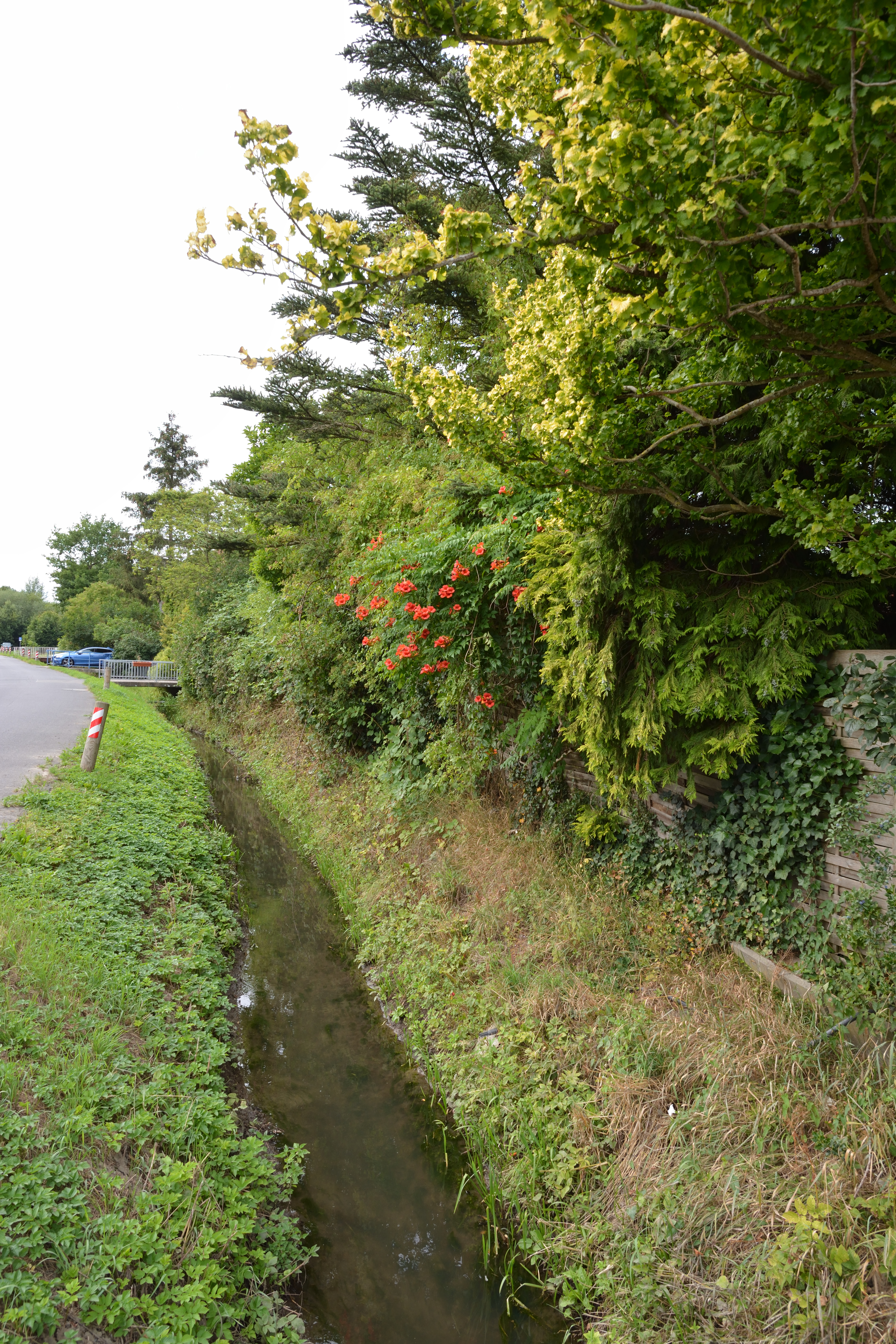
Flusslauf "Bolritt"
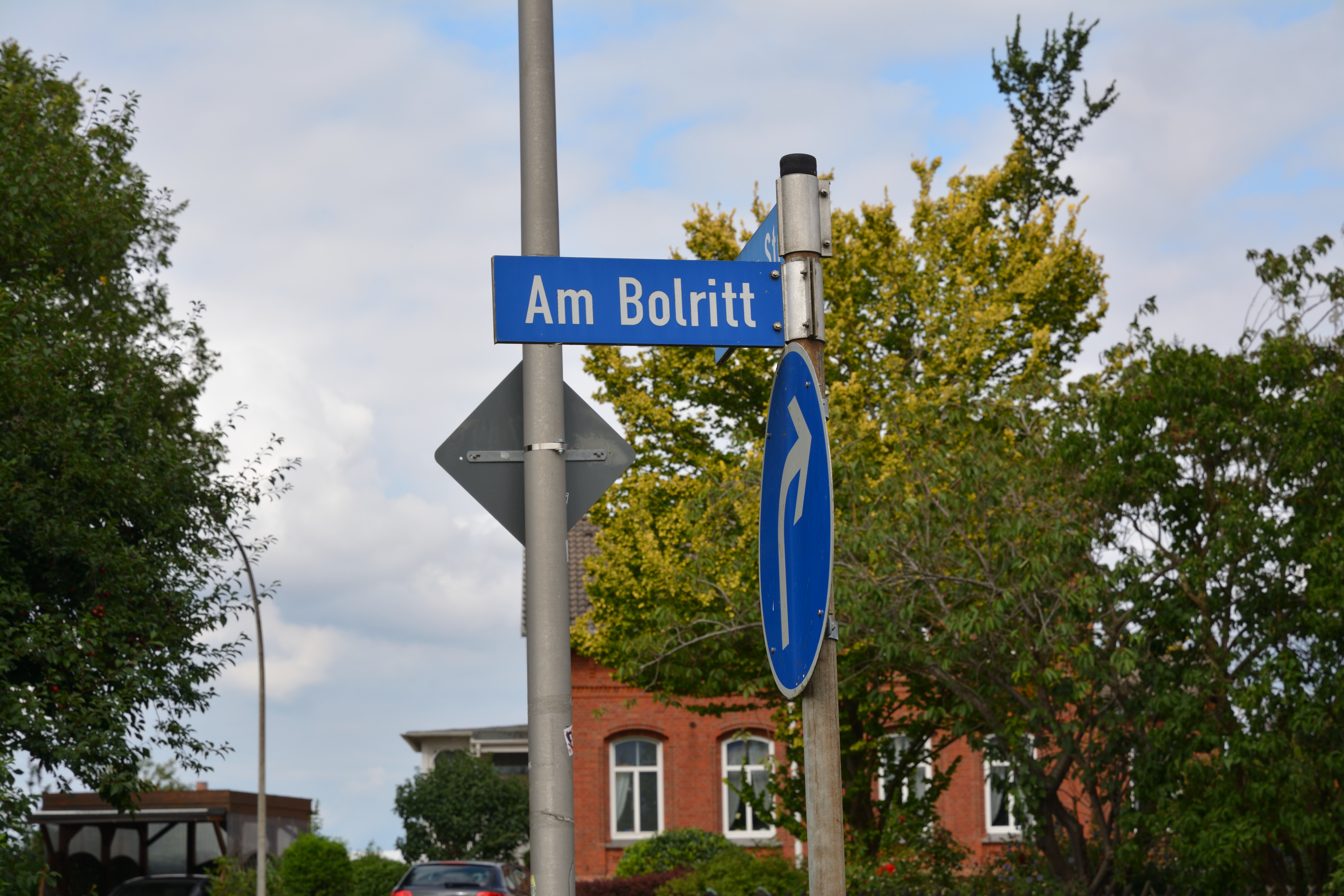
Die danebenliegende Straße
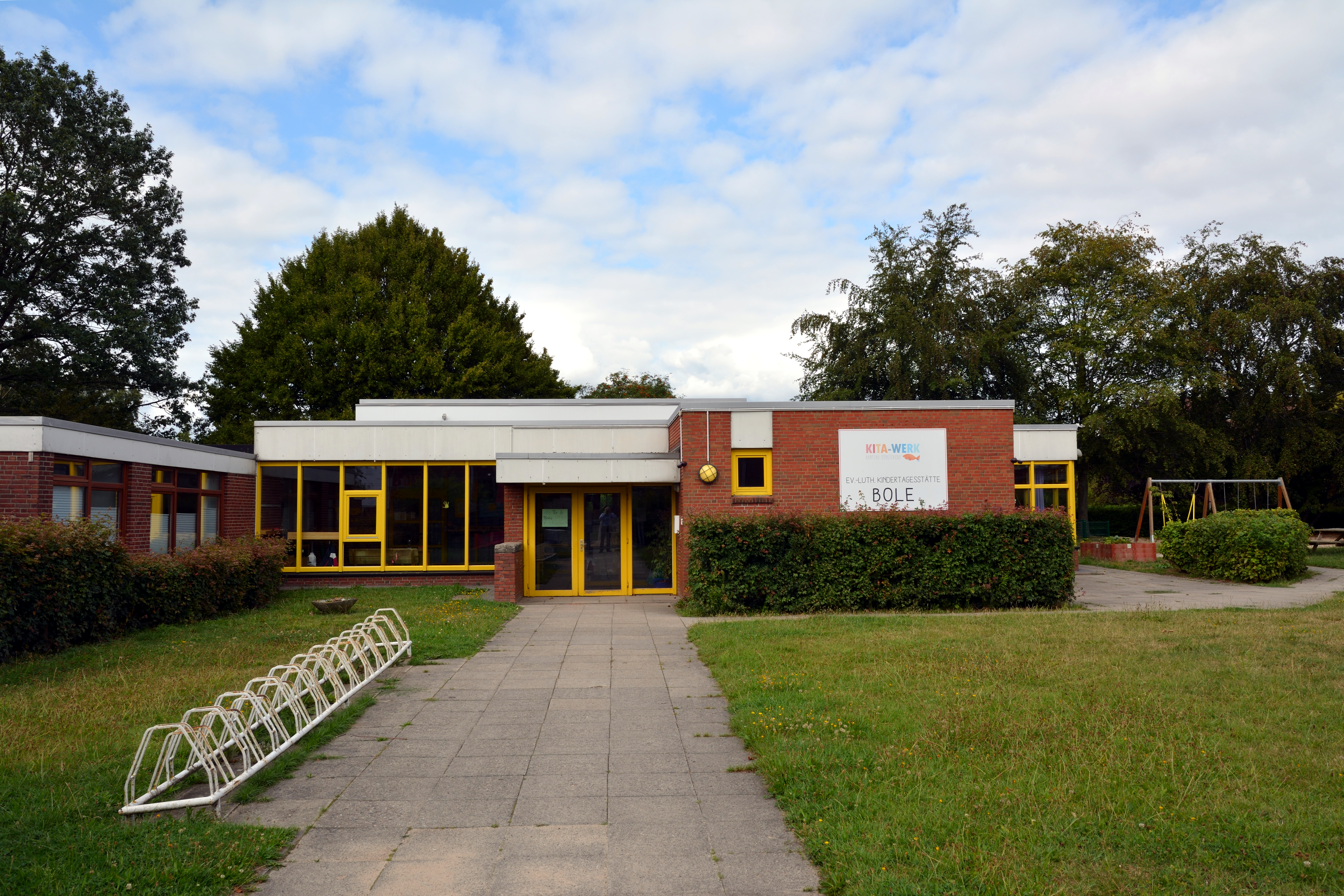
Die evangelische Kita Bole